# Kei Nakano
Kei Nakano (中野 圭 Nakano Kei?, nacido el 21 de enero de 1988 en Ehime) es un futbolista japonés que se desempeñaba como defensa.

## Trayectoria

### Clubes
| Club                  | País  | Año         |
| --------------------- | ----- | ----------- |
| Montedio Yamagata     | Japón | 2010 - 2012 |
| Sagawa Printing Kyoto | Japón | 2013 - 2014 |
| FC Imabari            | Japón | 2015 -      |

## Estadística de carrera

### J. League
| Club              | Año   | J. League | J. League | Copa J. League | Copa J. League | Total | Total |
| Club              | Año   | Part.     | Goles     | Part.          | Goles          | Part. | Goles |
| ----------------- | ----- | --------- | --------- | -------------- | -------------- | ----- | ----- |
| Montedio Yamagata | 2010  | 0         | 0         | 0              | 0              | 0     | 0     |
| Montedio Yamagata | 2011  | 1         | 0         | 1              | 0              | 2     | 0     |
| Montedio Yamagata | 2012  | 0         | 0         | -              | -              | 0     | 0     |
| Total             | Total | 1         | 0         | 1              | 0              | 2     | 0     |